# 하바야마촌
하바야마촌(端山村)은 일본 도쿠시마현 미마군에 설치되었던 촌이다. 현재의 쓰루기정의 일부에 해당한다.